# 衛星運載火箭
衛星運載火箭為印度太空研究機構於1970年代早期應太空科技需求所發展的運載火箭，整個計畫由阿卜杜爾·卡拉姆主導，目標將40公斤的衛星送入400公里的低地軌道，衛星運載火箭為4節式的固態火箭，於1979年8月10日進行首次發射，1983年4月17日為最後一次發射。衛星運載火箭則為下個階段的加強號衛星運載火箭打下基礎。

## 發射紀錄
| 型号 | 發射日期      | 發射地點         | 發射台 | 酬載衛星                      | 任務結果                                                   |
| 3 E1 | 1979年8月10日 | 斯里哈里科塔SDHC | 1號    | 羅希尼-1A實驗衛星30 kg        | 失敗 閥門故障，經評估後墜入孟加拉灣 (發射後317秒，測試飛行 |
| 3 E2 | 1980年7月18日 | 斯里哈里科塔SDHC | 1號    | 羅希尼-1B RS-1實驗衛星35 kg   | 成功，測試飛行                                             |
| 3 D3 | 1981年5月31日 | 斯里哈里科塔SDHC | 1號    | 羅希尼D-1 RS-1實驗衛星38 kg   | 部分成功，未達目標高度，衛星僅於軌道繞行9天，測試飛行      |
| 3 D4 | 1983年4月17日 | 斯里哈里科塔SDHC | 1號    | 羅希尼D-2 RS-1實驗衛星41.5 kg | 成功，測試飛行                                             |

## 外部連結
- https://web.archive.org/web/20071009040815/http://bharat-rakshak.com/SPACE/space-launchers-slv.html